# Nacionalni park Plavog i John Crow gorja
Nacionalni park Plavog i John Crow gorja je nacionalni park na jugoistoku Jamajke koji obuhvaća 495,2 km² Plavog i John Crow gorja, te čini 4,5% kopnene površine Jamajke.
Park je globalno poznat po svojoj bioraznolikosti. Ovaj park je posljednji od dva poznata staništa divovskog lastavicorepog leptira (Papilio homerus), najvećeg leptira zapadne hemisfere i također stanište za ugroženog jamajskog kosa (Neospar nigerrimus), utočište za jamajsku bou (Epicrates subflavus) i jamajskog hutija (Geocapromys brownii). Park je također mjesto bioraznolikosti za biljne vrste Karipskog otočja s visokim udjelom endemskih biljnih vrsta, posebno lišajeva, mahovina i nekih cvjetnica.
Ovaj grbav i intenzivno šumovit planinski kraj je nekada pružao utočište prvim autohtonim Taíno izbjeglim robovima, a potom i Marunima (bivšim porobljenim narodima). Oni su se odupirali europskom kolonijalnom sustavu u toj izoliranoj regiji kroz uspostavu mreže putova, mjesta za skrivanje i naselja, koje tvore „Baštinski put Nanny Town”. Šume su nudile Marunima sve što je bilo potrebno za njihov opstanak, te su oni razvili snažne duhovne veze s planinama, koje se još uvijek manifestiraju kroz nematerijalnu kulturnu baštinu, primjerice vjerskim obredima, tradicionalnoj medicini i plesu.
Godine 2015., Nacionalni park Plavog i John Crow gorja je upisan na UNESCO-ov popis mjesta svjetske baštine u Sjevernoj Americi kao mješovito, prirodno i kulturno, dobro.

## Odlike
Najviši vrh Plavog gorja je Blue Mountain Peak, visine od 2.256 m, s kojega se za vedrog dana vidi obala Kube koja je udaljena 210 km. Kako je vrh udaljen od morske obale samo 16 km, Plavo gorje ima jedan od najstrmijih reljefa na svijetu. Također, prosječna godišnja temperatura gorja na obali (27 °C) se jako razlikuje od one kod vrha (5 °C). Danas se na Plavom gorju uzgaja slavna Jamajkanska Blue Mountain kava koja je cijenjena zbog svoga blagoga okusa i nedostatka gorčine. Kako su za proizvodnju ove kave potrebni posebni hladniji klimatski uvjeti, polja se obrađuju samo na nadmorskim visinama oko 2300 metara.
Istočno od Plavog gorja i paralelno sa sjeveroistočnom obalom otoka prostire se John Crow gorje čiji najviši vrh ima 1.140 m. Njegovo ime, prvi put zabilježeno 1820-ih, nastalo je prema jamajskom izrazu za Crvenoglavog strvinara (Cathartes aura).

## Vanjske poveznice
- Blue and John Crow Mountains National Park (engl.)